# Alpina retyezatensis
Alpina retyezatensis là một loài bướm đêm trong họ Geometridae.